# (38477) 1999 TR92
1999 TR92 (asteroide 38477) é um asteroide da cintura principal. Possui uma excentricidade de 0.08922670 e uma inclinação de 10.09757º.
Este asteroide foi descoberto no dia 2 de outubro de 1999 por LINEAR em Socorro.